# Elizabeth (New Jersey)
Elizabeth – miasto w Stanach Zjednoczonych, w stanie New Jersey, siedziba hrabstwa Union.
Miasto zostało nazwane na cześć żony pierwszego gubernatora New Jersey George'a Cartereta.
- Liczba ludności (2019) – ok. 129 tys.
- Powierzchnia – 35,4 km², z czego 31,6 km² to powierzchnia lądowa, a 3,8 km² wodna

W mieście rozwinął się przemysł maszynowy, włókienniczy, chemiczny oraz samochodowy.

## Współpraca
- Ribera, Włochy
- Kitami, Japonia